# Garzer Thesen

Der Anfang der „Garzer Thesen“

Garzer Thesen ist der Kurztitel einer Veröffentlichung des deutschen Internisten Gerhardt Katsch, der ab 1928 als Professor für innere Medizin an der Universität Greifswald tätig war und im September 1930 in Garz auf der Insel Rügen das erste Heim zur sozialmedizinischen Betreuung von Diabetikern in Europa gegründet hatte. Die Publikation, mit der Gerhardt Katsch die Grundlagen und die Entwicklung der Diabetestherapie in Deutschland für mehrere Jahrzehnte prägte, zählte zu den wichtigsten deutschsprachigen Programmschriften in der Frühgeschichte der Diabetologie.
In den „Garzer Thesen“, die 1937 in der Klinischen Wochenschrift erschienen und damit rund 15 Jahre nach der Entdeckung des Insulins veröffentlicht wurden, legte Gerhardt Katsch auf fünf Seiten seine Prinzipien zur Behandlung des Diabetes mellitus dar. Er postulierte das Prinzip der „produktiven Fürsorge“ bei Diabetikern als zentrale Grundlage seines Behandlungskonzepts und lehnte es ab, Diabetiker als „unheilbare Stoffwechselkrüppel“ anzusehen. Vielmehr gingen seine Thesen vom Grundsatz aus, dass ein Diabetiker bei optimaler Therapie „voll arbeits- und genußfähig“ sein könne und somit als „bedingt gesund“ anzusehen sei.
Die in den „Garzer Thesen“ formulierten 14 Behandlungsgrundsätze bauten auf einer Kombination aus Insulinzufuhr, angepasster Ernährung, körperlicher Aktivität und Schulung der Patienten auf. Darüber hinaus betrachtete Gerhardt Katsch den Diabetes mellitus nicht nur als medizinisches, sondern auch als soziales Problem, und forderte eine undogmatische sowie individualisierte Herangehensweise an die Behandlung. Er stellte heraus, dass der Therapieerfolg nicht am Entlassungsbefund, sondern nach der „Arbeitsfähigkeit und sozialen Bewährung des Diabetikers“ zu beurteilen sei. Grundlage der „Garzer Diät“ sei eine „praktische Kostführung“ und „eine der normalen Ernährung genäherte Kost“, die allerdings durch „Maß und zielbewußte Führung“ bestimmt werde.